# Pseudojuloides
Pseudojuloides és un gènere de peixos de la família dels làbrids i de l'ordre dels perciformes.

## Taxonomia
- Pseudojuloides argyreogaster (Günther, 1867)
- Pseudojuloides atavai (Randall & Randall, 1981)
- Pseudojuloides cerasinus (Snyder, 1904)
- Pseudojuloides elongatus (Ayling & Russell, 1977)
- Pseudojuloides erythrops (Randall & Randall, 1981)
- Pseudojuloides inornatus (Gilbert, 1890)
- Pseudojuloides kaleidos (Kuiter & Randall, 1995)
- Pseudojuloides mesostigma (Randall & Randall, 1981)
- Pseudojuloides pyrius (Randall & Randall, 1981)
- Pseudojuloides severnsi (Bellwood & Randall, 2000)[1]
- Pseudojuloides xanthomos (Randall & Randall, 1981)[2][3][4][5][6][7][8][9][10]